# Regina Taylor

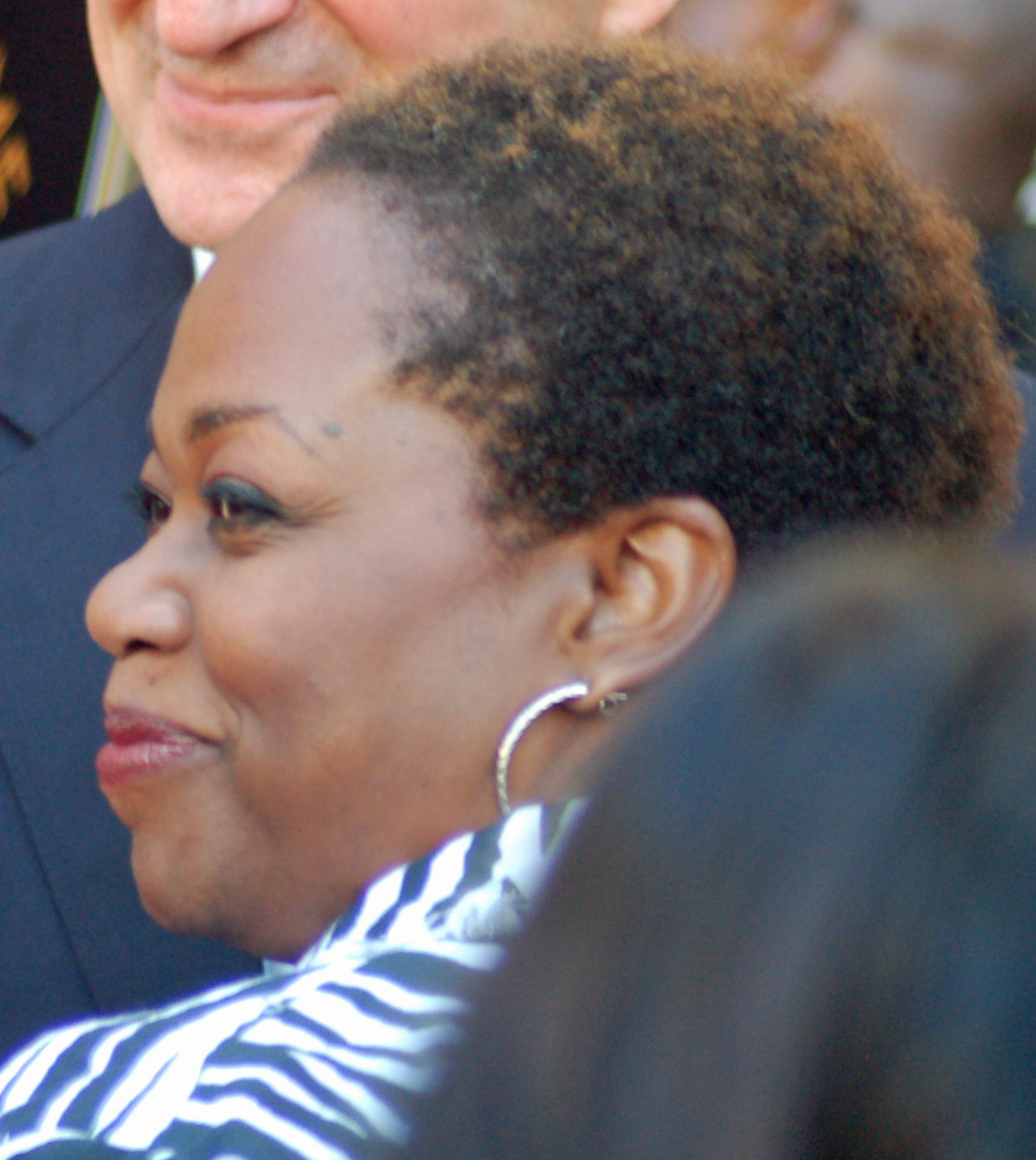
Regina Taylor, 2010

Regina Taylor (* 22. August 1960 in Dallas, Texas) ist eine US-amerikanische Schauspielerin.

## Leben
Regina Taylor wurde in Dallas (Texas) geboren und wuchs in Muskogee (Oklahoma) auf. Später kehrte die Familie nach Dallas zurück und sie machte 1977 ihren Abschluss an der dortigen L. G. Pinkston High School.
Zu Beginn ihrer Karriere übernahm sie kleinere Rollen in Fernsehfilmen und spielte in verschiedenen Theaterstücken am Broadway. Von 1991 bis 1993 spielte sie an der Seite von Sam Waterston und Jeremy London in der Fernsehserie I’ll Fly Away eine Hauptrolle, für die sie 1993 mit dem Golden Globe als Beste Hauptdarstellerin in einer Dramaserie ausgezeichnet wurde. Danach übernahm sie etliche Nebenrollen, u. a. in Spike Lees Clockers oder Verhandlungssache.
Von 2006 bis 2009 war sie in der Fernsehserie The Unit – Eine Frage der Ehre zu sehen. Für ihre Darstellung erhielt sie 2008 einen Image Award als beste Hauptdarstellerin.

## Filmografie (Auswahl)
- 1980: Nurse
- 1989: Der knallharte Prinzipal (Lean on Me)
- 1991–1993: I’ll Fly Away
- 1995: Clockers
- 1996: Mut zur Wahrheit (Courage Under Fire)
- 1996: A Family Thing – Brüder wider Willen (A Family Thing)
- 1997: Hostile Waters – Ein U-Boot-Thriller (Hostile Waters)
- 1998: Verhandlungssache (The Negotiator)
- 2006: In From the Night
- 2006–2009: The Unit – Eine Frage der Ehre
- 2010: Wer ist Clark Rockefeller? (Who is Clark Rockefeller?)
- 2017: Saturday Church
- 2020: Council of Dads (Fernsehserie, Folge 1x07)
- 2019: The Good Fight (Fernsehserie, 2 Folgen)
- 2020: All Day and a Night
- 2020: Lovecraft Country (Fernsehserie, 2 Folgen)
- 2021: A Jenkins Family Christmas
- 2022: Blue Bloods – Crime Scene New York (Blue Bloods, Fernsehserie, Folge 12x11)
- 2022: The Wonder Years (Fernsehserie, Folge 1x14)
- 2022: The First Lady (Fernsehserie)
- 2023: Justified: City Primeval (Miniserie, 3 Folgen)

## Theater (Broadway)
- 1986–1987: Romeo und Julia (Regie: Estelle Parsons)
- 1986–1987: Macbeth (Regie: Estelle Parsons)
- 1986–1987: Wie es euch gefällt (Regie: Estelle Parsons)
- 2004: Drowning Cow (Regie: Marion McClinton)